# 扁桃

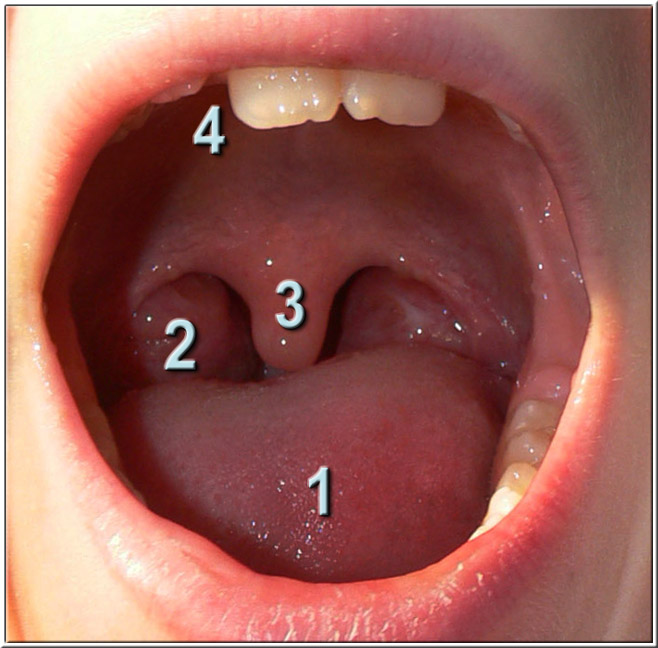
1 舌、2 口蓋扁桃 (tonsil)、3 口蓋垂、4 口蓋。3と4の間が軟口蓋である。

扁桃（へんとう）は、二次リンパ器官に分類されるリンパ上皮性器官である。従来は扁桃腺（へんとうせん）と呼ばれていたが、真の意味では腺ではないため扁桃に改められた。

## 概要
口腔、鼻孔から吸引した異物が咽頭に到る前に免疫応答できるような配置をなす。単なるリンパ節の集合体ではなく、粘膜上皮直下の密なリンパ小節の集まりと、表面の亀裂と陥没によって特徴づけられる。亀裂は上皮を伴っており、特に口蓋扁桃では盲管状となり深部に至る。盲管内では、上皮内へのリンパ球と顆粒白血球の遊走が見られることが特徴。
アーモンドの種子の形に似ているためアーモンドの別称である「扁桃」と命名された。口蓋弓の中間にある陥没に位置する口蓋扁桃（こうがいへんとう、右図）と舌根にある舌扁桃（ぜつへんとう）、咽頭円蓋にある咽頭扁桃（いんとうへんとう）は輪を描くので、まとめてワルダイエル咽頭輪と呼ばれる。このほか、耳管への異物の侵入を防ぐと考えられている耳管内口周辺粘膜下の耳管扁桃や、咽頭上部に咽頭扁桃が存在する。

## 臨床について
医師が診察時に患者の口を開けさせ診察するいわゆる扁桃は口蓋扁桃で、アデノイドと称して耳鼻科で切除するものは咽頭扁桃が増殖したものである。口を開けただけで見ることができるのは口蓋扁桃のみである。